# Осса (Фессалія)
О́сса (грец. Όσσα) — гірська вершина в грецькому регіоні Фессалія, відокремлена від гори Олімп вузькою долиною Тепе річки Піньос. За легендами гора є батьківщиною кентаврів, міфічних істот — напівлюдей, напівконей. Гора ділить долину на дві частини, які називаються «Гранд-Каньйон» і «Великий потік». Трохи нижче вершини гори розташовується печера, присвячена місцевим німфам.
У грецькому фольклорі гора Осса виступає як конкурент Олімпу. Пісня, популярна під час національно-визвольного руху, розповідає про велику ворожнечу між двома горами.